# Mariela Magallanes
Mariela Magallanes (8 de diciembre de 1972) es una política venezolana y actualmente diputada de la Asamblea Nacional, por el circuito 4 del estado Aragua y el partido La Causa R.

## Carrera
Antes de ser diputada, Mariela se desempeñó como concejal del municipio Mario Briceño Iragory, en el estado Aragua, por el partido La Causa R por el periodo 2013-2017. Fue elegida como diputada por la Asamblea Nacional por el circuito 4 del estado Aragua en las elecciones parlamentarias de 2015. En la Asamblea ha sido integrante de la Comisión Permanente de Contraloría, de la Comisión Permanente de Política Interior y actualmente preside la Comisión Permanente de la Familia. Magallanes también presidió la Comisión Especial encargada de investigar y documentar las violaciones de derechos humanos durante las protestas motivadas por hambre y los comités CLAP, además de formar parte en abril de 2016 de la comisión especial para investigar la situación alimentaria en el país y de la comisión mixta que trabaja el proyecto de la Ley de Transparencia, Divulgación y Acceso a la Información Pública.
En 2019 Mariela, quien está casada con un ciudadano italiano y con el procedimiento para el reconocimiento de la ciudadanía italiana, fue recibida en la residencia del embajador de Italia en Caracas, después de que el Tribunal Supremo de Justicia de Venezuela emitiera medidas judiciales contra siete diputados de la Asamblea Nacional, incluyéndola. El ministro de relaciones exteriores de Italia, Enzo Moavero Milanesi, condenó en un comunicado las «decisiones que violan las inmunidades y principios parlamentarios básicos del Estado de derecho».
Magallanes luego de siete meses en la Embajada de Italia en Caracas, tuvo que dejar el país como consecuencia de las acciones judiciales emprendidas en su contra por parte del gobierno de Nicolás Maduro a partir de los hechos del pasado 30 de abril, luego de que el senador italiano Pier Ferdinando Casini gestionara ante el Gobierno nacional la salida de ambos parlamentarios.
Luego de llegar a Italia en su exilio, el diputado Armando Armas, presidente de la Comisión Permanente de Política Exterior, difundió a través de Twitter un comunicado oficial en el que hizo constar a las autoridades italianas que la diputada a la Asamblea Nacional Mariela Magallanes es la única persona autorizada para la representación de Venezuela. «Representa formalmente al único poder legítimo electo por el voto popular de Venezuela», aseguró. Siendo así la representante oficial de la embajada del gobierno interino venezolano en Italia, presidida por Juan Guaidó.
La diputada Mariela Magallanes fue llamada por el presidente (E) Juan Guaidó a formar parte del grupo de negociación en México entre el régimen y el gobierno interino, en la cual las delegaciones del gobierno de Nicolás Maduro y la Plataforma Unitaria de la oposición en Venezuela inauguraron el proceso el día 14 de agosto de 2021.